# Litewski Pułk Lejbgwardii

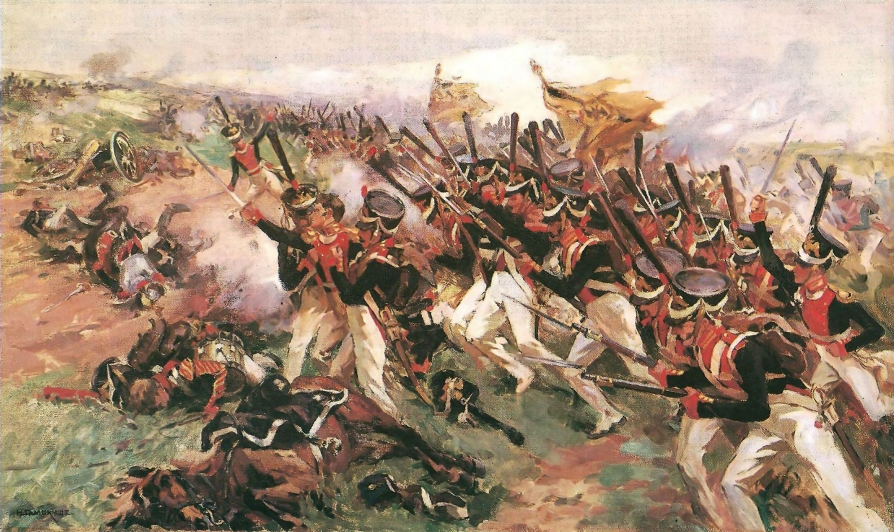
Nikołaj Samokisz „Atak litwinów” (1912), obraz przedstawiający bitwę pod Borodino, w której pod mianem litwinów w 1812 r. brał udział późniejszy Lejb-Gwardyjski Moskiewski Pułk.

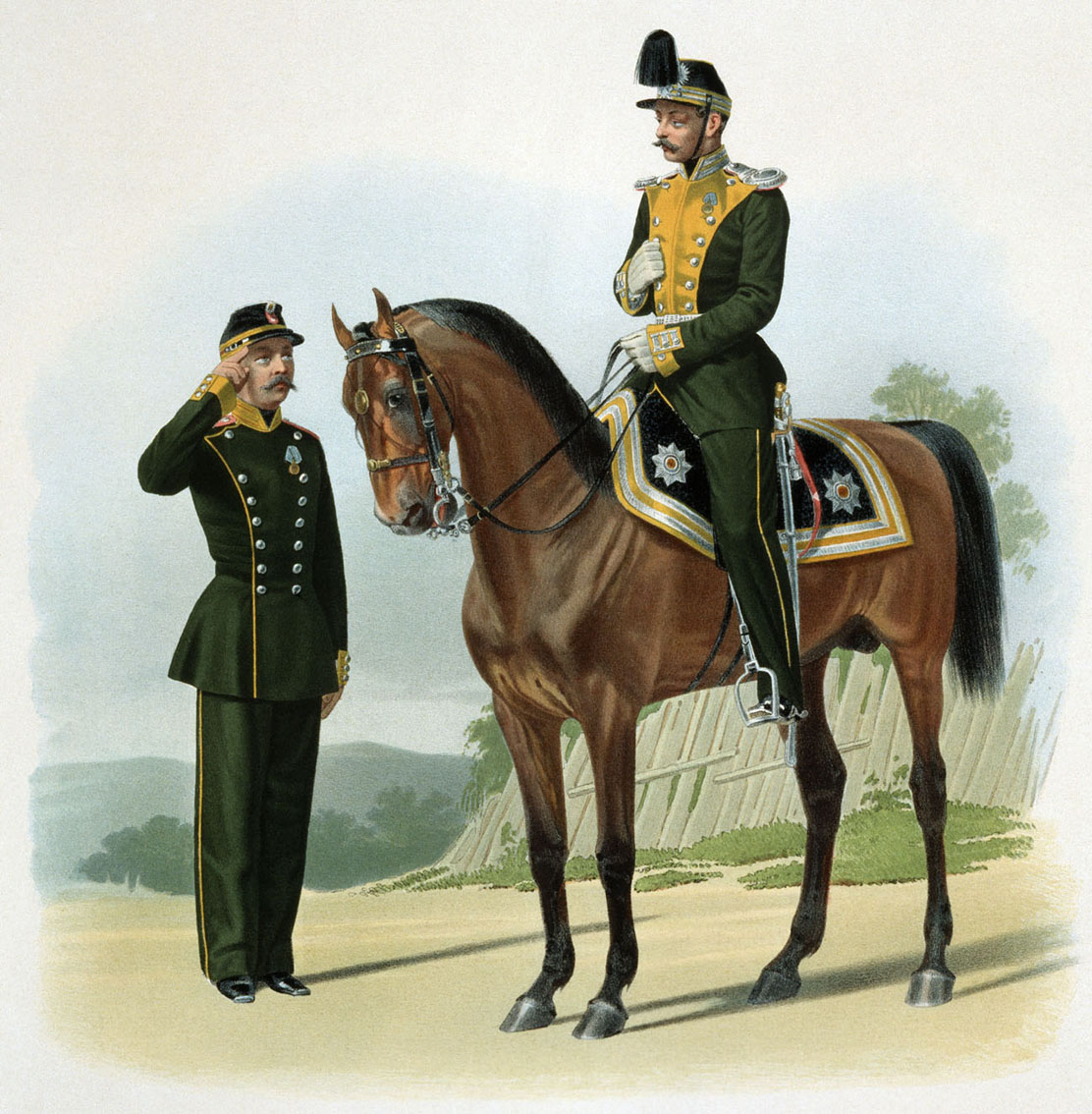
Szeregowy i adiutant z Litewskiego Pułku Lejbgwardii, 1862

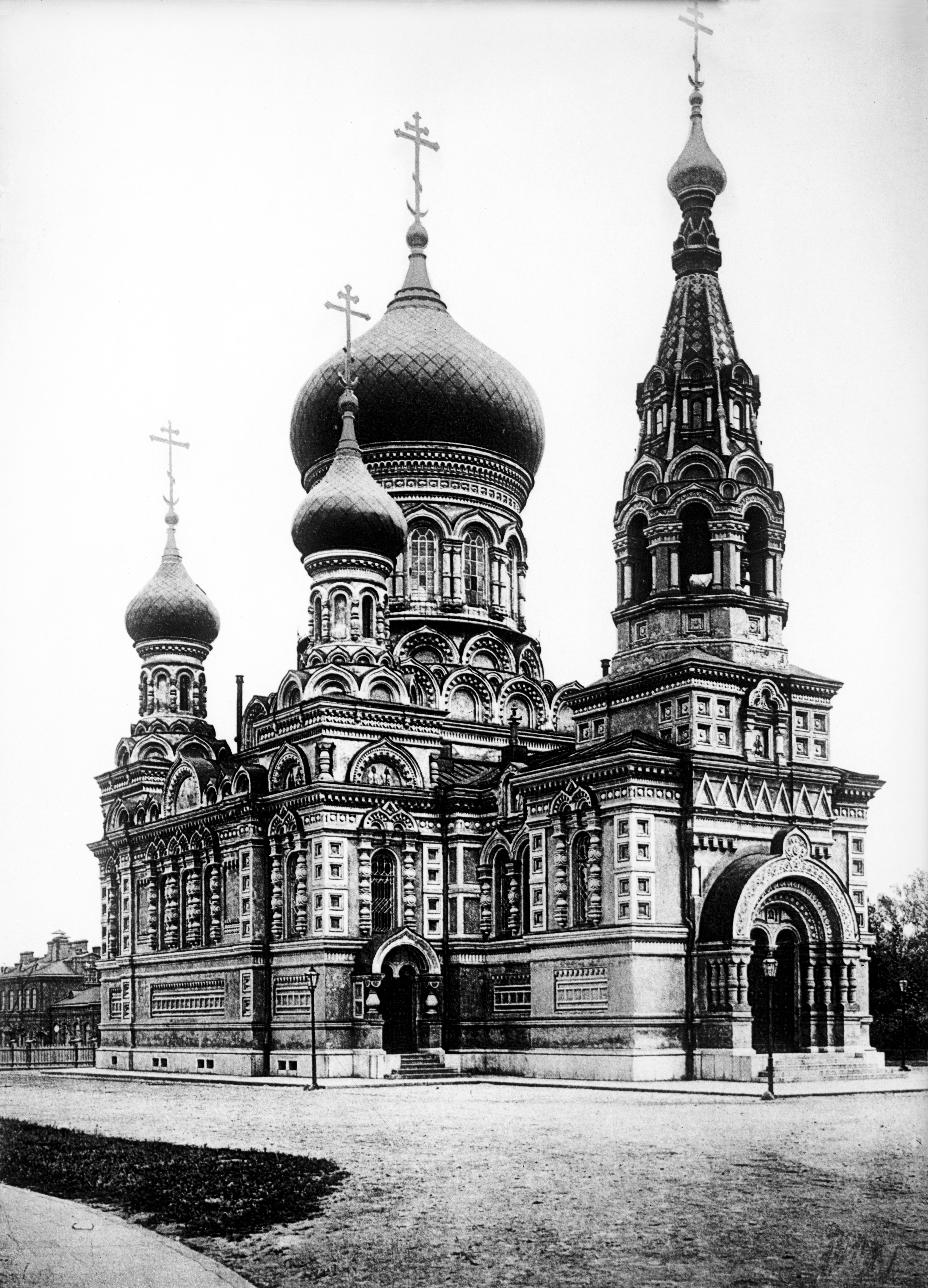
Cerkiew św. Michała Archanioła w Warszawie, cerkiew pułkowa

Litewski Pułk Lejbgwardii (ros. Литовский лейб-гвардии полк, Litowskij lejb-gwardii połk) – pułk piechoty okresu Imperium Rosyjskiego, sformowany 12 października 1817, rozformowany w 1918 r.
Dyslokacja w 1914: Warszawa.

## Kalendarium
(daty według kalendarza juliańskiego)
Do 12 października 1817 miano Litewskiego nosił Moskiewski Pułk Lejbgwardii, który pod tą nazwą uczestniczył w bitwie pod Borodino.
- 12 października 1817 – znajdujący się od 1814 w Warszawie w składzie gwardii przybocznej przy cesarzewiczu Konstantym Pawłowiczu 3 batalion z Lejbgwardyjskiego Pułk Litewskiego stał się podstawą do powołania nowego Pułku Litewskiego na prawach starej gwardii. Skład pułku uzupełniono żołnierzami z innych oddziałów oraz obywatelami Królestwa Kongresowego
- 16 kwietnia 1818 – pułk składał się z 2 batalionów, zawierających po jednej kompanii grenadierów i po 3 kompanie fizylierów.
- 18 listopada 1830 – po nocy listopadowej pułk wraz z innymi oddziałami rosyjskimi został skoncentrowany w okolicach Wierzbna
- 21 listopada 1830 – pułk otrzymał rozkaz opuszczenia Kongresówki
- 2 grudnia 1830 – pułk przekroczył granice Królestwa Polskiego na Bugu w okolicach Włodawy
- 1831 - pułk uczestniczył w tłumieniu powstania listopadowego
- 13 lutego 1831 – pułk znajdował się w rezerwie podczas bitwy o Olszynkę Grochowską
- 1 kwietnia 1831 – przy pułku sformowano 2 kompanie rezerwowe
- 7 czerwca 1831 – udział w bitwie pod Ponarami
- 12 czerwca-7 lipca 1831 – pułk wchodził w skład oddziałów rosyjskich operujących przeciwko korpusowi gen. Antoniego Giełguda przy granicy pruskiej
- 25 lipca 1831 – pułk wszedł w skład Wydzielonego Korpusu Gwardii (wcześniejszy Samodzielny Korpus Litewski)
- 6 sierpnia 1831 – pułk przekroczył Wisłę i połączył się z resztą Korpusu Gwardii, a następnie uczestniczył w szturmie Warszawy
- maj-listopad 1849 – pułk uczestniczył w rosyjskiej interwencji przeciw powstańcom węgierskim, nie biorąc jednak udziału w walce
- 29 sierpnia 1877 – pułk wyruszył z Warszawy na wojnę z Turcją, a następnie uczestniczył w bitwach: pod Teliszem, pod Plewną i pod Taszkisenem
- 4 stycznia 1878 – pułk uczestniczył w bitwie pod Płowdiwem
- 1914 – I wojna światowa: bitwa nad jeziorami mazurskimi, pod Łodzią
- 3 kwietnia, 31 maja 1918 – rozformowanie pułku na podstawie rozkazów Komisariatu ds. Wojskowych Piotrogrodzkiej Rady Delegatów Robotniczych i Żołnierskich

## Szefowie pułku
- 12 X 1817–15 VI 1831 – wielki książę, cesarzewicz Konstanty Pawłowicz
- 25 VI 1831–28 VIII 1849 – wielki książę Michał Pawłowicz
- 6 XI 1856–4 III 1917 – wielki książę Mikołaj Mikołajewicz (młodszy)
- 26 VII 1872–8 I 1874 – generał-feldmarszałek, hrabia Fiodor Berg (wiceszef)

## Dowódcy pułku
- 22.01.1818– 01.06.1829 – generał major Wasilij Michajłowicz Kiszkin (Василий Михайлович Кишкин)
- 28.07.1829– 24.10.1831 – generał major Karl Engelman (Карл Михайлович Энгельман)
- 24.10.1831– 22.09.1841 – generał major Paweł Jakowlewicz de Witte (Павел Яковлевич де Витте)
- 22.09.1841– 06.12.1849 – generał major Wasilij Antonowicz von Ammondt (Василий Антонович Аммондт)
- 06.12.1849– 04.05.1855 – generał major, baron Nikołaj Antonowicz Zalc (Николай Антонович Зальц)
- 04.05.1855– 23.11.1855 – generał major Dmitrij Pietrowicz Fiodorow (Дмитрий Петрович Фёдоров)
- 23.11.1855– 18.06.1863 – generał major baron Nikołaj Iwanowicz Meller-Zakomielskij (Николай Иванович Меллер– Закомельский)
- 18.06.1863– 17.07.1864 – generał major Otton Wasilewicz Furugelm (Оттон Васильевич Фуругельм)
- 19.07.1864– 30.08.1869 – generał major Wasilij Wasilewicz Katalej (Василий Васильевич Каталей)
- 30.08.1869– 17.08.1874 – generał major świty, baron Andriej Nikołajewicz Korf (Андрей Николаевич Корф)
- 17.04.1874– 01.12.1878 – fligeladiutant pułkownik (od 18.12.1877 generał major świty) baron Karł-Władimir Gienrichowicz Arpsgofen (Карл-Владимир Генрихович Арпсгофен)
- 01.12.1878– 20.11.1886 – generał major Aleksandr Karłowicz Wodar (Александр Карлович Водар)
- 30.11.1886– 08.02.1895 – generał major Konstantin Aleksandrowicz Weis (Константин Александрович Вейс)
- 08.03.1895– 13.12.1898 – generał major, baron Gustaw– Aleksandr von Ferdinandowicz von Kotien (Густав– Аксель Фердинандович фон Котен)
- 20.03.1899– 27.01.1901 – generał major Michaił Aleksandrowicz Paszkow (Михаил Алексеевич Пашков)
- 22.03.1901– 30.04.1903 – generał major Andriej Dmitrijewiczm Wsiewołożskij (Андрей Дмитриевич Всеволожский)
- 09.06.1903– 30.08.1908 – generał major Władimir Ołochow (Владимир Аполлонович Олохов)
- 10.10.1908– 31.12.1913 – generał major Aleksandr Wasilewicz Szeremietow (Александр Васильевич Шереметов)
- 31.12.1913– 24.06.1915 – generał major Konstantin Konstantinowicz Schildbach (Константин Константинович Шильдбах)
- 24.06.1915– 28.10.1916 – generał major Josif Kazimirowicz Kononowicz (Иосиф Казимирович Кононович)
- 28.10.1916– 10.08.1917 – generał major Wadim Pietrowicz Razgildejew (Вадим Петрович Разгильдеев)
- 10.08.1917– 22.10.1917 – pułkownik Michaił Nikołajewicz Esmont
- 22.10.1917– 25.10.1917 – pułkownik Borys Władimirowicz Amielung (Борис Владимирович Амелунг)
- 25.10.1917– 02.12.1917 – pułkownik Władimir Wiktorowicz Korsak (Владимир Викторович Корсак)
- 02.12.1917– 21.02.1918 – kapitan Bohdan Konstantinowicz Kołczygin (Богдан Константинович Колчигин)
- 21.02.1918– 12.03.1918 – pułkownik Michaił Esmont

## Znani żołnierze pułku
- Nikołaj Judenicz
- Siergiej Mieżeninow
- Adolf Paqualen

## Przyporządkowanie 1 stycznia 1914
- 23 Korpus Armijny Imperium Rosyjskiego (23 АК, 23 армейский корпус), Warszawa
  - 3 Dywizja Piechoty Gwardii (3-я гв. пех. див.), Warszawa
    - Litewski Pułk Lejbgwardii (Литовский лейб-гвардии полк), Warszawa

## Pozostałe informacje
- Od nazwy pułku pochodzi nazwa ulicy Litewskiej w Warszawie[1].